# File Roller
File Roller – menedżer archiwów zawarty w środowisku graficznym GNOME.

## Właściwości
File Roller umożliwia:
- tworzenie i modyfikację archiwów,
- przeglądanie zawartości archiwum,
- podgląd zawartości pliku w archiwum,
- rozpakowanie plików z archiwum.

## Formaty plików
File Roller obsługuje następujące formaty:
- 7z (.7z)
- bzip (.tar.bz,.tbz)
- bzip2 (.tar.bz2,.tbz2)
- compress (.tar.Z,.taz)
- gzip (.tar.gz,.tgz)
- ISO (.iso) (tylko do odczytu)
- JAR archiwum (.jar,.ear,.war)
- LHA(inne języki) archiwum (.lzh)
- LZO(inne języki) (.tar.lzo,.tzo)
- RAR archiwum (.rar)
- ZIP archiwum (.zip)